# Juary dos Santos
Juary Jorge dos Santos Filho es un futbolista brasileño. 

## Clubes
- Santos Futebol Clube (1976 - 1979)
- Leones Negros de la Universidad de Guadalajara (1979 - 1980)
- Unione Sportiva Avellino (1980 - 1982)
- Inter de Milán (1982 - 1983)
- Ascoli Calcio 1898 (1983 - 1984)
- Unione Sportiva Cremonese (1984 - 1985)
- Fútbol Club Oporto (1985 - 1988)
- Portuguesa Desportos
- Santos Futebol Clube (1989 - 1990)
- Moto Club de São Luís (1990 - 1991)
- Vitória Futebol Clube (Espírito Santo) (1991 - 1992)